# 涅捷卡河
涅捷卡河（烏克蘭語：Нетека），是烏克蘭的河流，位於該國中部基洛夫格勒州，屬於南布格河的支流，發源自羅茲諾申西克以北，流經霍洛瓦尼夫斯克区，河道全長22公里。